# Las Mercedes (ville d'Aragua)
Pour les articles homonymes, voir Mercedes.
Las Mercedes est la capitale de la paroisse civile de Castor Nieves Ríos de la municipalité de José Félix Ribas de l'État d'Aragua au Venezuela.